# Бичаче око (вікно)

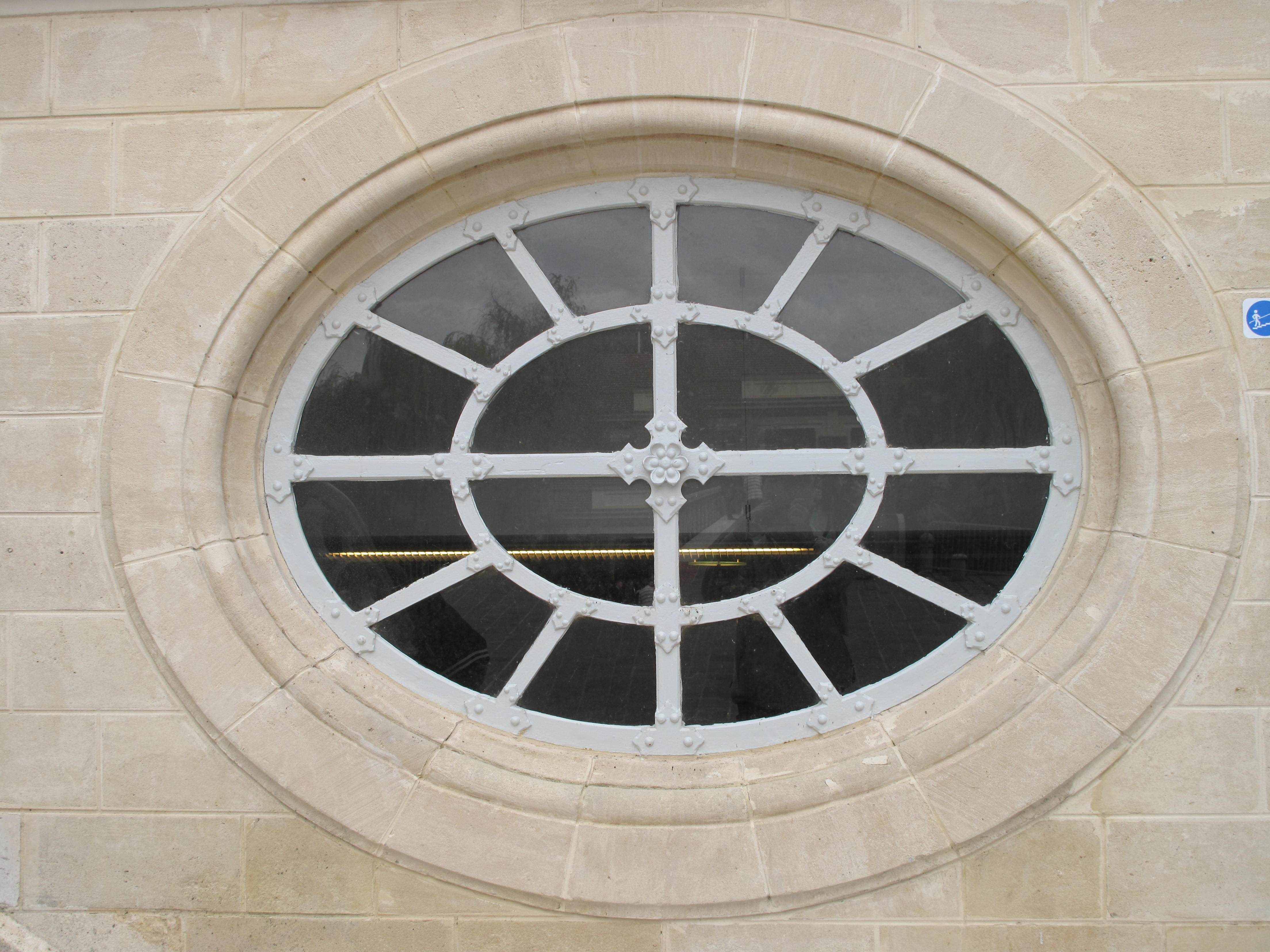
«Бичаче око» (Франція)

Бичаче око (фр. oeil-de-boeuf — «око бика») — невелике вікно круглої або овальної форми.
У середньовічній архітектурі «бичачим оком» називали горищне вікно, отвір якого мав витягнуту і загострена до кутах форму, що нагадувала око бика. Пізніше, у XVII–XVIII століттях, так стали називати вікно у формі горизонтально розташованого овалу.
В сучасній термінології «бичаче око» означає, як правило, вікно саме овальної форми. Проте у ряді джерел говориться, що цим терміном може називатися і кругле вікно.
Деякі автори ототожнюють вікно «бичаче око» з окулюсом. Інші відзначають, що принциповою відмінністю є саме овальна форма першого. Енциклопедія «Британіка» називає як характерну рису цього типу вікон їхню схожість з колесом: металеві зчленування розходяться з центру, подібно до спиць колеса.